# The Thin Ice
The Thin Ice (del inglés, «el hielo fino») es una canción del grupo británico Pink Floyd. Aparece en el álbum The Wall, de 1979, y en la película Pink Floyd: The Wall, basada en el álbum.

## Composición
La canción tiene aproximadamente 2 minutos, 31 segundos de duración. Los primeros segundos son ocupados por el llanto de un bebé que viene de la canción anterior (In the Flesh?), alrededor de 7 segundos. Luego de esto comienza a cantar David Gilmour en un tono suave y tranquilo, acompañado por el piano de Richard Wright.
Luego de 56 segundos aproximadamente David Gilmour termina de cantar y da lugar a Roger Waters que cambia de tono a uno más "cínico", debido a la letra de la canción. Luego de 49 segundos acompañados por la voz de Waters, comienza un solo de Gilmour de mayor volumen que va finalizando la canción.

## Argumento
Así como las otras canciones de The Wall, la canción relata una parte de la historia de "Pink", el protagonista del álbum. En resumen, trata de las grandes consecuencias que trae la guerra sobre muchos chicos (Roger Waters había perdido a su padre en una guerra).

## Versión fílmica
Muestra miles de hombres en la guerra, y luego va hacia Pink haciendo "la plancha" en su pileta llena de sangre, sufriendo la pérdida de su padre.

## Versión en vivo deUte LemperyRoger WatersenThe Wall - Live in Berlin
En la canción en vivo en Berlín el 21 de julio de 1990, Ute Lemper cantó la sección principal y la de David Gilmour y Waters cantó su parte y tiene al final unos segundos de la siguiente canción, Another Brick in the Wall, Pt. 1, la primera en decir la palabra <<wall>>, en español, <<muro>>.
En la versión original, cuando Ute Lemper apareció, como curiosidad se fue por primera vez la luz y accedió a regrabar su parte, pues en ese momento se estaba transmitiendo a 50 países el concierto y para la próxima semana se iba a transmitir el concierto a otros 50 países. En <<Mother>>, Sinead O'Connor no accedió a tal propuesta (se fue la luz en ese momento y fue la última vez en irse y acusó a Roger Waters de querer que hiciera mímica porque le dijo: ´´Solo sonríe´´).

## Personal
- David Gilmour - Voces en primer verso,[1] guitarras,[1] sintetizador Prophet-5.[1]
- Nick Mason - Batería[1]
- Roger Waters - Voces en el segundo verso,[1] bajo.[1]
- Richard Wright - Órgano,[1] piano.[1]